# Munnsville
Munnsville es una villa ubicada en el condado de Madison en el estado estadounidense de Nueva York. En el año 2000 tenía una población de 437 habitantes y una densidad poblacional de 196 personas por km².

## Geografía
Munnsville se encuentra ubicada en las coordenadas 42°58′36″N 75°35′18″O / 42.97667, -75.58833.

## Demografía
Según la Oficina del Censo en 2000 los ingresos medios por hogar en la localidad eran de $35,000, y los ingresos medios por familia eran $36,250. Los hombres tenían unos ingresos medios de $35,417 frente a los $21,250 para las mujeres. La renta per cápita para la localidad era de $16,657. Alrededor del 14.8% de la población estaban por debajo del umbral de pobreza.